# Leflore megye
Leflore megye az Amerikai Egyesült Államokban, azon belül Mississippi államban található. Megyeszékhelye és legnagyobb városa Greenwood. Lakosainak száma 28 339 fő (2020. április 1.). Leflore megye Tallahatchie, Grenada, Carroll, Holmes, Humphreys és Sunflower megyékkel határos.

## Népesség
A megye népességének változása:
| Lakosok száma | 32 333 | 31 950 | 31 565 | 31 607 | 30 999 | 28 339 |
|               | 2010   | 2011   | 2012   | 2013   | 2015   | 2020   |